# Lee Atwater
Harvey LeRoy "Lee" Atwater, född 27 februari 1951 i Atlanta, Georgia, död 29 mars 1991 i Washington, D.C., var en amerikansk kampanjchef och politisk strateg. Motståndarna kallade honom "Republikanska partiets Darth Vader".
Atwater föddes i Atlanta, Georgia men växte mestadels upp i Columbia, South Carolina. Han studerade vid Newberry College, en privat luthersk högskola.
Han var rådgivare till Ronald Reagan och George H.W. Bush och nära vän till Karl Rove. Han var också musiker och spelade tillsammans med bl.a. B.B. King.
Atwaters aggressiva kampanjstil framkom i 1980 års kongressval, då han arbetade i South Carolina för republikanen Floyd Spence. Motståndaren hette Tom Turnipseed. Atwater distribuerade bl.a. brev från senator Strom Thurmond där det stod att Turnipseed skulle överge Amerika åt liberaler och kommunister.
Atwaters mest kända kampanj är 1988 års presidentkampanj, då han var George H.W. Bushs kampanjchef. Michael Dukakis ledde med 17 procentenheter innan republikanerna lyckades vända opinionen. Atwater satsade på en aggressiv mediestrategi, där det bl.a. betonades att mördaren Willie Horton hade gjort sig skyldig till våldtäkt när han var på permission från fängelset i delstaten Massachusetts där Dukakis var guvernör. 
Efter det framgångsrika presidentvalet blev Atwater ordförande för republikanernas federala partistyrelse, Republican National Committee. 1990 upptäcktes det dock att Atwater hade drabbats av en hjärntumör, och han avled året därpå.
Atwater konverterade till katolicismen innan han dog. Han skickade ursäktande brev till många av motståndarna som han hade sårat i de bittra politiska kampanjerna, bl.a. till Tom Turnipseed och till Michael Dukakis.